# Donacia brevitarsis
Donacia brevitarsis is een keversoort uit de familie bladkevers (Chrysomelidae). De wetenschappelijke naam van de soort werd in 1884 gepubliceerd door Carl Gustaf Thomson.